# Mühlgraben (Zeitz)
Der Mühlgraben ist ein ca. 4 km langer künstlicher Nebenarm der Weißen Elster in der sachsen-anhaltischen Stadt Zeitz in Deutschland.

## Lage
Der Mühlgraben zweigt am Wehr Großosida orographisch rechts von der Weißen Elster ab. Er fließt von dort in die Innenstadt von Zeitz. Auf seinem Weg führt er am Schloss Moritzburg vorbei. Westlich des Schlosses zweigt die Göhle vom Mühlgraben ab. Hier kreuzt auch der Bach Wilder Graben den Mühlgraben. Nachdem im weiteren Verlauf die Zeitzer Badstubenvorstadt und Wasservorstadt durchflossen wurden, mündet der Mühlgraben hinter der Auebrücke zurück in die Weiße Elster.

## Geschichte
Der Zeitzer Mühlgraben stammt aus der ältesten Zeit der Stadt. Er versorgte einst vier Wassermühlen mit Wasser. Die älteste wurde im Jahre 1196 zum ersten Mal urkundlich erwähnt. Das Gewässer stellte oft einen Streitpunkt zwischen der Stadt und den wechselnden Betreibern der Mühle dar. Insbesondere die wiederkehrende Verschlammung des Grabens und die Frage, wer die Freimachung durchführen und bezahlen sollte, gaben immer wieder Konfliktpotential. Neben den Wassermühlen gab es auch Fischer am Graben sowie Badestellen. Die Geschichte der Wassermühlen wird im folgenden Kapitel ausführlicher beschrieben.

### Historische Mühlen

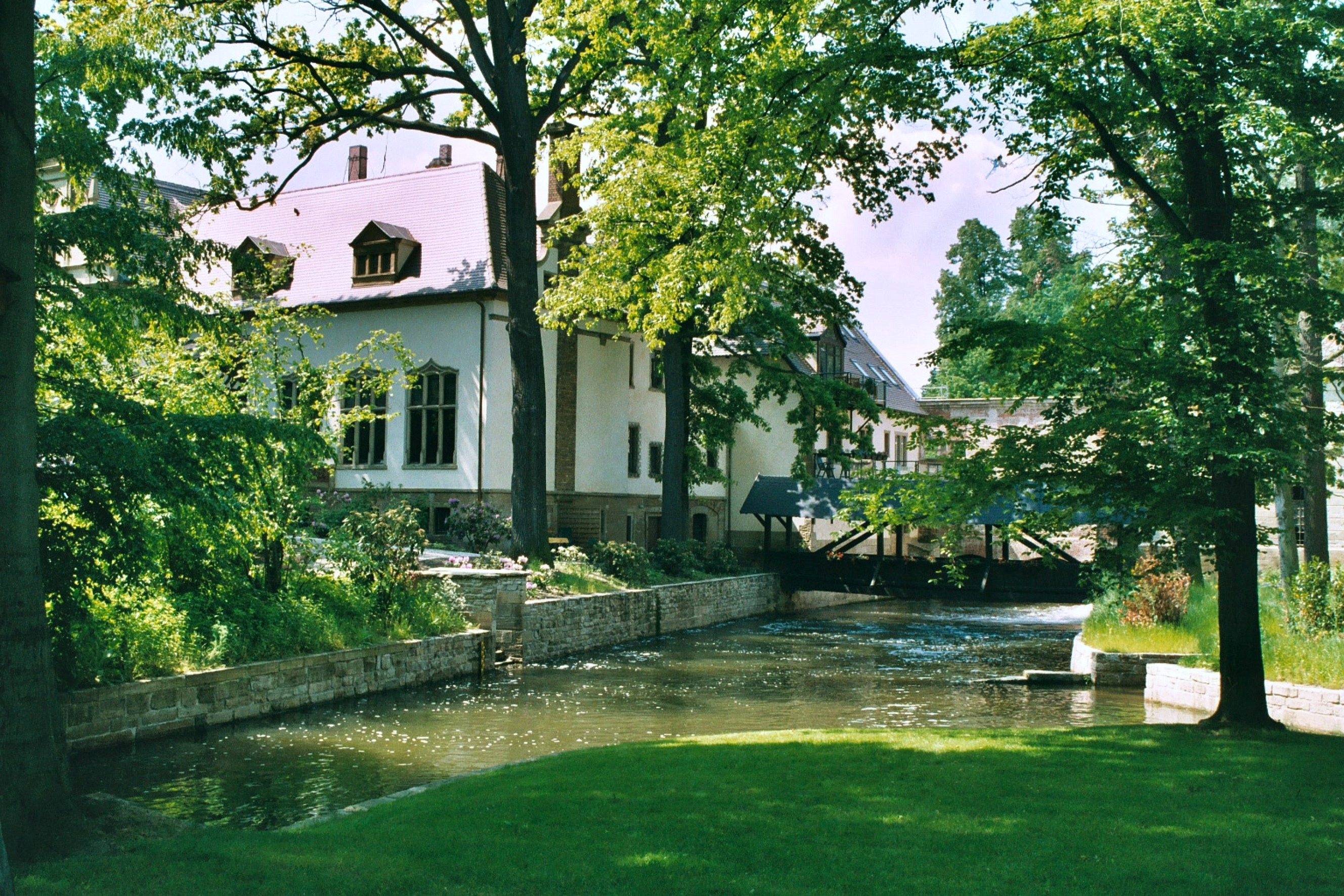
Obermühle und Abzweig der Göhle

Als die „Bischofsmühlen“ wurden aufgrund ihrer Anlage durch die Bischöfe des Bistums Naumburg-Zeitz die Mittel- und die Obermühlebezeichnet. Die Obermühle wurde 1373 von Bischof Witticho II. errichtet. Sie stand an der Stephanstraße westlich von Schloss Moritzburg. Die Errichtung der Mittelmühle ist nicht überliefert. Sie stand an der Schloßstraße nordöstlich von Schloss Moritzburg. Im Jahre 1452 wurde sie zuerst urkundlich erwähnt. Aus dem Jahre 1520 ist eine Erneuerung der Mittelmühle bekannt.

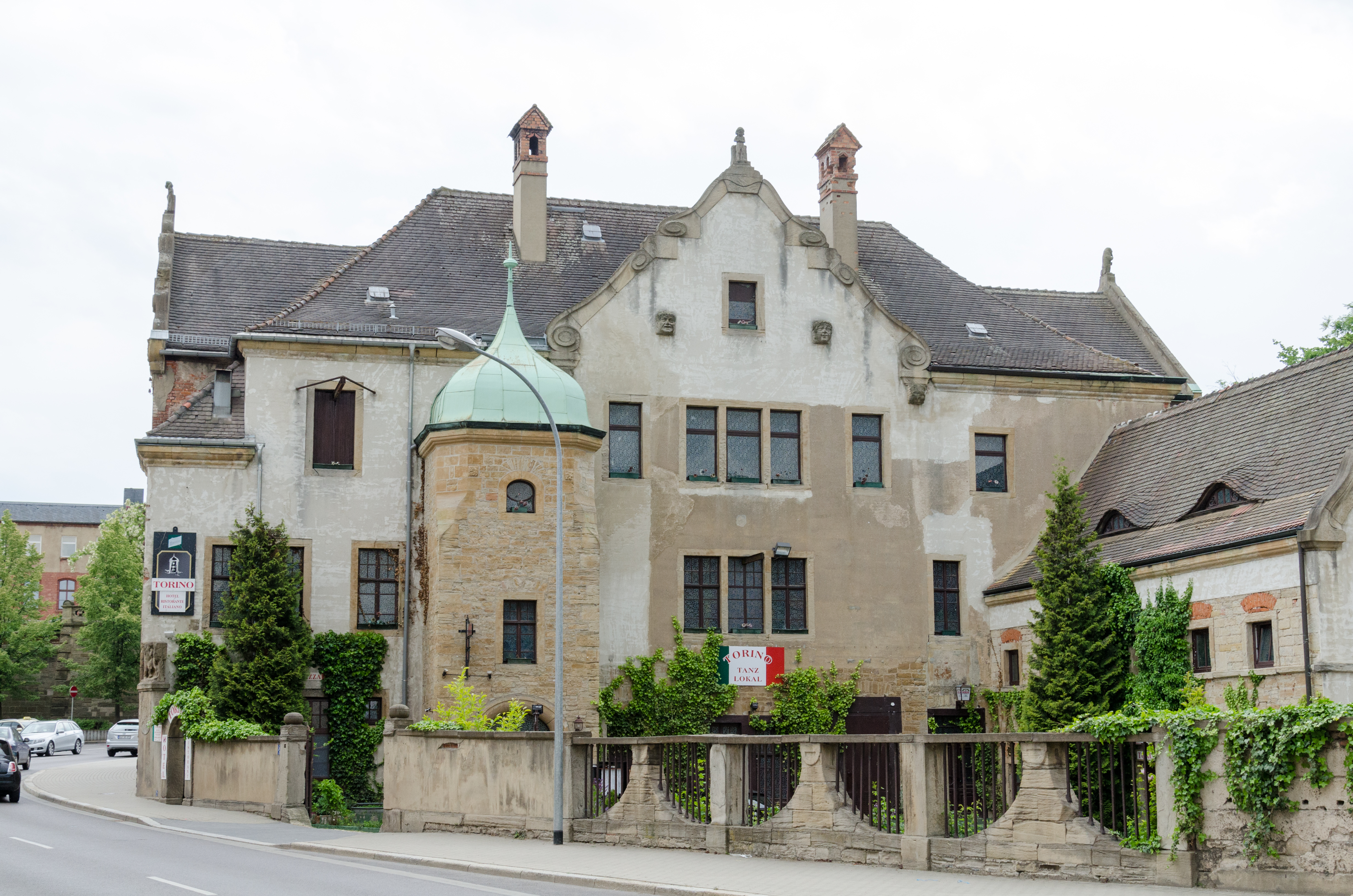
Mittelmühle

Nach der Auflösung des Bistums gegen 1564 fielen die beiden Mühlen an das Kurfürstentum Sachsen. Diesem wurden die Mühlen durch den Zeitzer Stadtrat am 29. September 1589 für 5000 meißnerische Florin abgekauft und an Privatleute verpachtet. Die Stadt selbst verkaufte die beiden Bischofsmühlen dann in den Jahren 1762 (Obermühle) und 1764 (Mittelmühle) an Unternehmer. Diese erweiterten die Mühlen um neue Funktionen (Schneide- und Ölmühlen). Die Mittelmühle brannte 1826 vollständig ab, wurde aber wieder aufgebaut. Im 19. Jahrhundert wurde die Obermühle den neuen industriellen Anforderungen angepasst. 1902 bis 1903 wurde die Mittelmühle umgebaut. In der DDR wurden die Ober- und Mittelmühle enteignet. Nach der Wende wurden sie den Nachfahren der ehemaligen Besitzer wieder zurückgegeben. Im Jahre 1999 brannte die Obermühle, in der zu dieser Zeit Mehl produziert wurde, ab. Damit stellte diese die letzte Zeitzer Mühle dar, die ihren Betrieb einstellte. Die Koordinaten der Obermühle sind 51° 3′ 0″ N, 12° 7′ 16,9″ O, die Koordinaten der Mittelmühle 51° 3′ 4,8″ N, 12° 7′ 42,5″ O.
Flussabwärts im Verlauf des Grabens folgte die Untermühle. Sie lag unweit der Auebrücke an der Straße Wendischer Berg. Die Koordinaten der Untermühle sind 51° 3′ 12,7″ N, 12° 8′ 11,5″ O Die Untermühle stellt die älteste Mühle von Zeitz dar und wurde erstmals 1196 als molendinum in Ziza (Mühle in Zeitz) urkundlich erwähnt. Später wurde sie als Mühle in der Aue und im 16. Jahrhundert als Probsteimühle bezeichnet.  Die Untermühle war ursprünglich eine Pferdemühle zum Mahlen von Getreide. Erst später wurde sie in eine Wassermühle umgewandelt, mahlte aber weiterhin Getreide. Nach dem Historiker Rothe war mit ihr zeitweise auch eine Poliermühle und ein Kupferhammer verbunden. Um 1677 wurde die Untermühle grundhaft erneuert und wieder zu einer ausschließlichen Getreidemühle umgewandelt. Im Jahre 1868 wurde sie wieder als eine Mahl-, Öl- und Schneidemühle beschrieben. 1880 wurde sie erneut zu einer Mahl- und Schneidemühle umgebaut.
Die Pulvermühle stand kurz vor der Mündung des Grabens in die Weiße Elster. Die Koordinaten der Pulvermühle sind 51° 3′ 0″ N, 12° 7′ 16,9″ O. In ihr wurde Schwarzpulver für Geschosse und Feuerwaffen gemahlen. Sie bestand mindestens seit dem Jahr 1554, als der Zeitzer Stadtrat sie einem Peter Kirchhof abkaufte. Die Stadt baute das Objekt in eine Walkmühle für die Tuchmacher der Stadt um.

### Heutige Nutzung
Der Mühlgraben erfüllt aktuell in der Stadt Zeitz nur noch dekorative Funktionen. Am Wehr Großosida wurde 2022 durch einen Investor ein elektrisches Wasserkraftwerk erbaut.